# Makrokylindrus anomalus
Makrokylindrus anomalus är en kräftdjursart som först beskrevs av Bonnier 1896.  Makrokylindrus anomalus ingår i släktet Makrokylindrus och familjen Diastylidae. Inga underarter finns listade i Catalogue of Life.